# Nike
Nike, Inc. (МФА: [ˈnaɪki]) — транснаціональна американська компанія, виробник спортивних товарів. Штаб-квартира компанії знаходиться у західному передмісті Портленда Бівертоні, Орегон.

## Історія

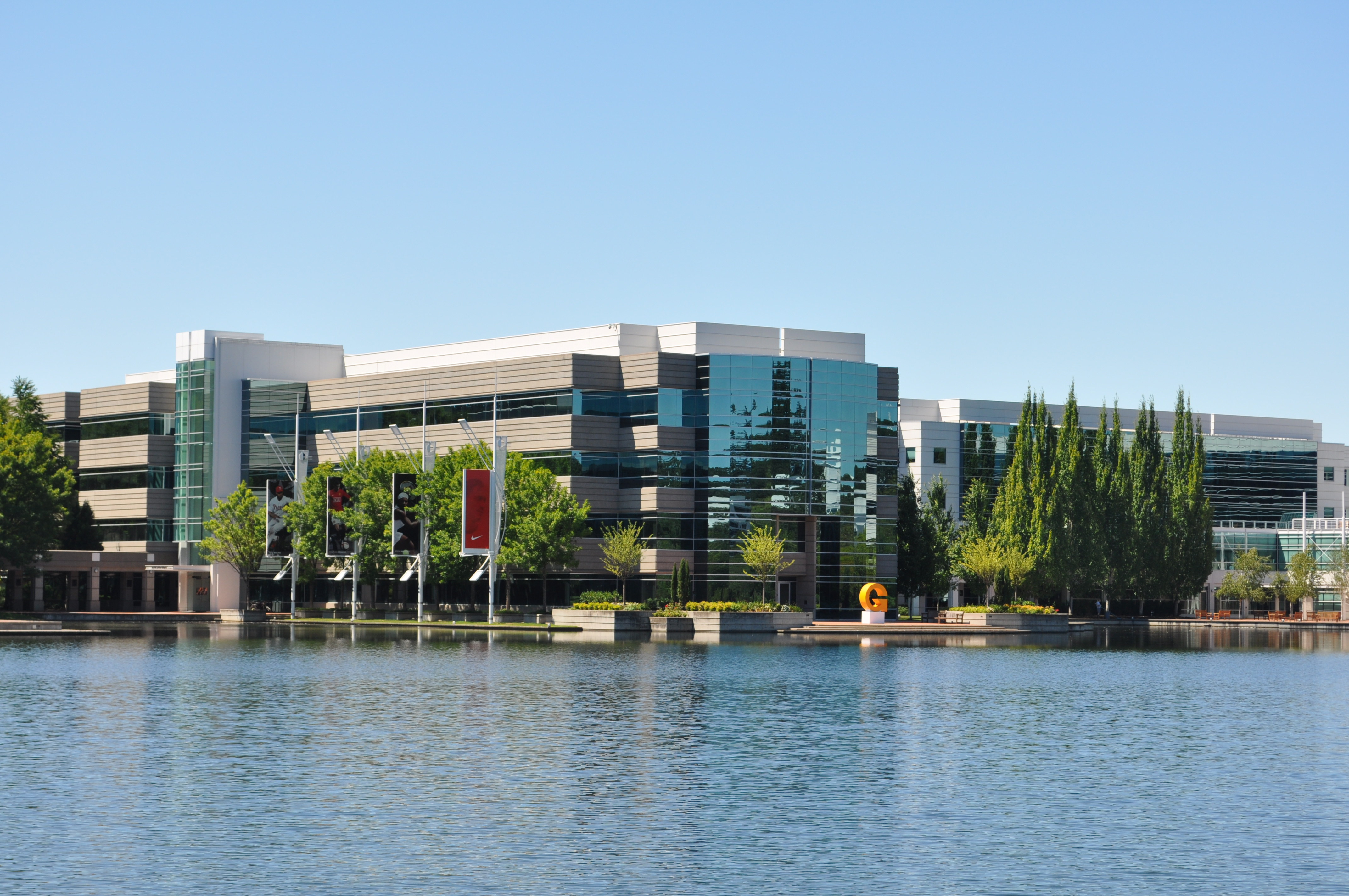
Штаб-квартира Найкі у Бівертоні, Орігон

Компанію засновано в 1964 році студентом Філом Найтом, бігуном на середні дистанції в команді Університету Орегону, та його тренером Біллом Боуерманом у Юджині. Спочатку компанія носила назву «Blue Ribbon Sports» й спеціалізувалась на замовленнях кросівок в азійських країнах й наступному продажу їх на американському ринку.
У 1966 році компанія відкрила перший роздрібний магазин.
У 1971 році вперше з'явилась торговельна марка «Nike» — під цією назвою були випущені футбольні бутси.
У 1978 році «Blue Ribbon Sports» офіційно перейменовано в «Nike, Inc».
23 жовтня 2007 році компанія придбала за 580 млн доларів бренд «Umbro», виробника спортивного одягу та взуття.

## Діяльність

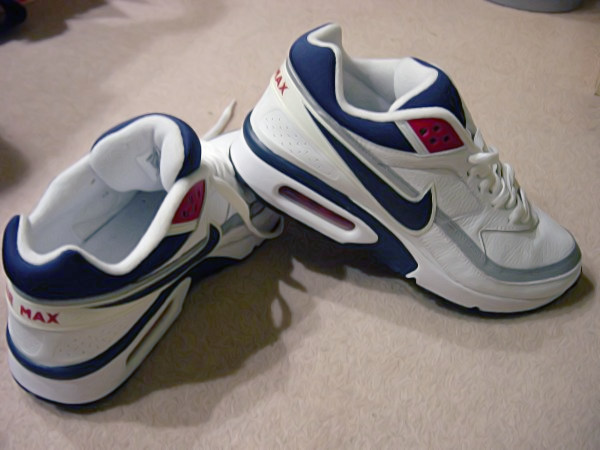
Кросівки «Nike Air»

Nike — один з найбільших виробників спортивних товарів у світі. Продукція випускається під марками «Nike», «Air Jordan», «Total 90», «Nike Golf», «Team Starter» та ін. Також «Nike» контролює компанії, які випускають товари під брендами «Bauer», «Cole Haan», «Converse», й «Hurley International».

## Цікаві факти
На картині XVII століття голландського майстра Фердинанда Боля, яка була виставлена в Національній галереї у Великій Британії, відвідувачі помітили те, що на взутті восьмирічного хлопчика, який був зображений в повний зріст, красується біла галочка, напрочуд схожа на знаменитий логотип «Nike».

## Позиція компанії після повномасштабного вторгнення росії в Україну
Після початку повномасштабного вторгнення вже на початку березня Nike спершу призупинили онлайн-продажі на російському ринку після чого тимчасово закрили свої магазини та припинили постачання товарів. Уже після ухвалення рішення УЄФА про заборону участі російських футбольних команд у її турнірах, 12 травня 2022 року Nike вирішила розірвати контракт із футбольним клубом «Спартак». 23 червня Bloomberg, а пізніше й інші джерела, повідомили, що Nike ухвалила рішення повністю залишити російський ринок. 16 вересня Президент України Володимир Зеленський у своєму вечірньому зверненні подякував Nike за залишення російського ринку.